# 明興布赫塞附近代斯維爾

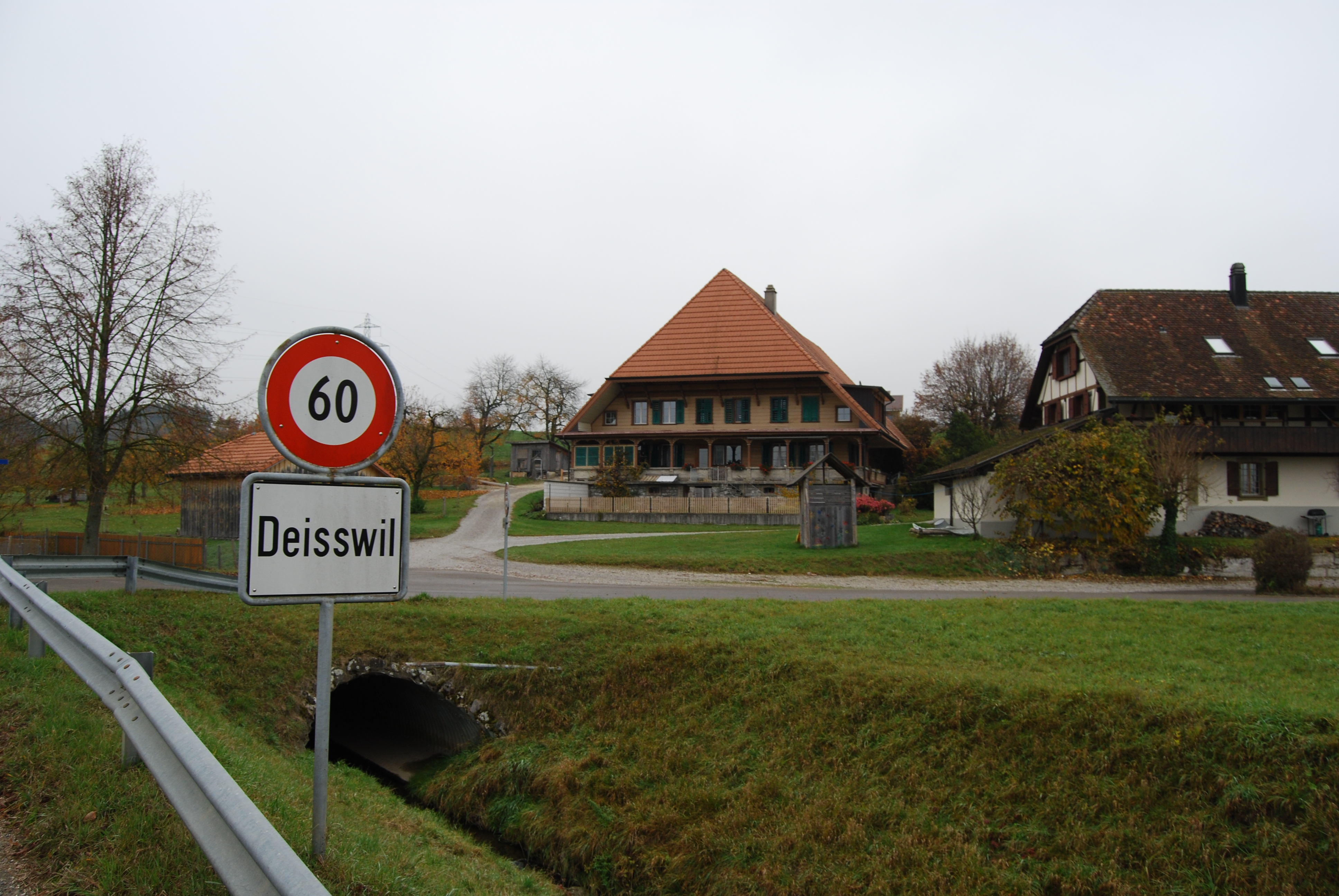

明興布赫塞附近代斯維爾（法語：Deisswil bei Münchenbuchsee）是瑞士的城鎮，位於該國中部，由伯恩州負責管轄，面積2.15平方公里，海拔高度530米，2011年人口96，九成半人口信奉基督教，人口密度每平方公里45人。